# Manuel Duran i Bas
Manuel Duran i Bas (Barcelona, 28 de novembre de 1823 - Barcelona, 10 de febrer de 1907) fou un jurisconsult i polític català, fill del metge Ramon Duran i Obiols i d'Eulàlia Bas.

## Biografia
Es doctorà en dret el 1852 a la Universitat de Barcelona com alumne de Ramon Martí d'Eixalà. Del 1862 al 1899 fou catedràtic de dret romà primer i després de dret mercantil a la Universitat de Barcelona, on va assolir un gran prestigi entre els seus alumnes, i fou rector de 1896 a 1899. També fou un temps secretari de l'ajuntament de Barcelona i fou diputat per Barcelona a Corts Espanyoles el 1863 i el 1865. Casat amb Claudina Ventosa i Trias (1834-1917), fou pare de Manuel Duran i Ventosa i de Lluís Duran i Ventosa.
Introduí a Catalunya les idees de Friedrich Karl von Savigny i fou degà del Col·legi d'Advocats de Barcelona del 1885 al 1891. Actuà com a ponent del congrés de juristes espanyols del 1885, on defensà amb èxit la continuïtat dels règims jurídics forals dels territoris on encara es mantenia (Catalunya, Navarra, Aragó, Galícia, Biscaia), que perillaven amb l'aprovació del nou Codi civil espanyol. Escollit diputat conservador per Barcelona a les eleccions generals espanyoles de 1879 i 1884, també en participà de les discussions sobre la seva aprovació.

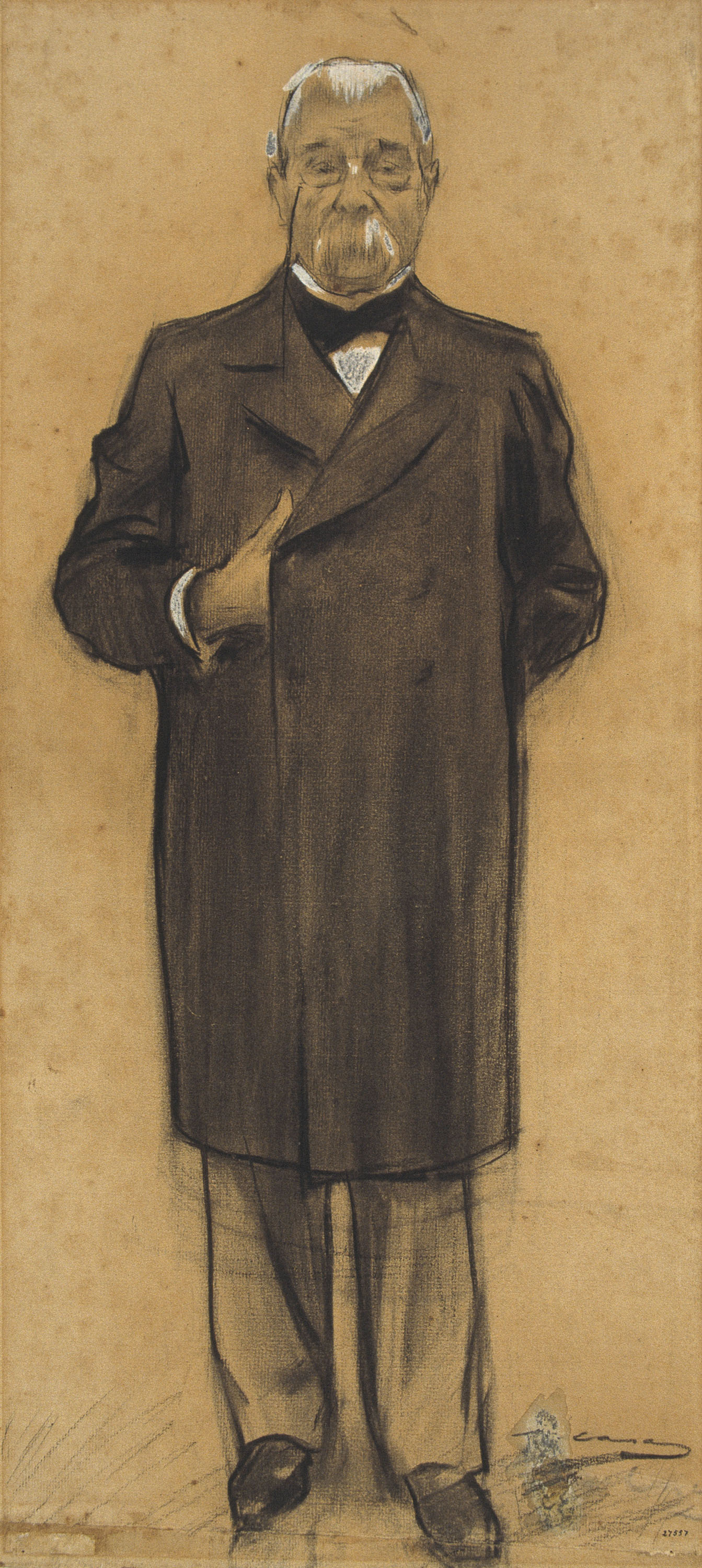
Duran i Bas vist per Ramon Casas (MNAC)

Tot i que el seu plantejament polític era proper al del Partit Liberal Conservador, alguns dels seus plantejaments jurídics influïren en els ponents de la Unió Catalanista el 1891. A més, durant el Procés de Montjuïc el 1896, va intercedir per evitar que l'escriptor republicà Pere Coromines fos condemnat a mort. Després de la guerra de Cuba i després de l'intent de pronunciament del general Polavieja, el 1899 Francisco Silvela el va nomenar ministre de Justícia, dimitint uns mesos més tard a conseqüència del Tancament de Caixes. Un èxit de la seva gestió fou el nomenament de bisbes catalans moderats a les seus de Vic (Josep Torras i Bages) i Tarragona (Josep Morgades i Gili). Fou nomenat senador vitalici el 1891.
Mercès a la seva amistat amb Joan Mañé i Flaquer va col·laborar al Diari de Barcelona. Amb una vida social força activa, fou president de nombroses associacions, com l'Ateneu Català (1867), l'Ateneu Barcelonès (1872-1873 i 1876-1877), l'Acadèmia de Jurisprudència i Legislació de Catalunya o l'Acadèmia de Bones Lletres, i patrocinà la fundació d'altres com dels Cors de Clavé, la Caixa de Pensions per a la Vellesa i d'Estalvis i els Estudis Universitaris Catalans. Fou soci de la Societat Econòmica Barcelonesa d'Amics del País. El seu fill, Raimon Duran i Ventosa, també fou un jurista de reconegut prestigi.
Un retrat seu forma part de la Galeria de Catalans Il·lustres de l'Ajuntament de Barcelona. L'Institut d'Estudis Catalans va crear el premi Duran i Bas en el seu honor per premiar «una obra de dret positiu o d'investigació doctrinal o d'història sobre temes jurídics o sociològics».
Al Barri Gòtic de Barcelona té un carrer dedicat, d'on deriva la dita popular Al carrer Duran i Bas, si no hi vas no t'hi duran.

## Publicacions
- Duran i Bas, Manuel. El individualismo y el derecho / discurso leido en la Universidad literaria de Barcelona por Manuel Duran y Bas ... en el acto de recibir la investidura de Doctor en esta Facultad. Barcelona : Imprenta de Tomás Gorchs, 1852. Disponible a: Catàleg de les biblioteques de la UB
- Duran i Bas, Manuel. Estudios políticos y económicos.Barcelona : Impr. de Antonio Brusi, 1856. Disponible a: Catàleg de les biblioteques de la UB
- Duran i Bas, Manuel. La abertura del istmo de Suez y el puerto de Barcelona. Barcelona : Imprenta de Joaquin Bosch, 1858. Disponible a: Catàleg de les biblioteques de la UB
- Duran i Bas, Manuel. Discursos leídos ante el claustro de la Universidad de Barcelona en el acto solemne de la recepción del catedrático de elementos de derecho mercantil y penal de España, el día 28 de noviembre de 1862 . Barcelona : Tomás Gorchs, 1862. Disponible a: Catàleg de les biblioteques de la UB
- Duran i Bas, Manuel. Noticia de la vida y escritos del Excmo. Sr. Francisco Permanyer y Tuyet : leida en sesion publica celebrada por la Academia de Buenas Letras de esta ciudad el dia 19 de junio de 1870. Barcelona : Impr. del Diario de Barcelona, 1870. Disponible a: Catàleg de les biblioteques de la UB
- Duran i Bas, Manuel. Apuntes de filosofía del derecho : fielmente tomados de las esplicaciones del catedrático de dicha asignatura don Manuel Duran y Bas en la Universidad de Barcelona. Barcelona : M.R., 1874. Disponible a:Catàleg de les biblioteques de la UB
- Duran i Bas, Manuel. El derecho en el siglo XIX : discursos leidos en las sesiones inaugurales de la Academia de Jurisprudencia y Legislacion de Barcelona en los años de 1868, 1869 y 1871. Barcelona : Imprenta de Federico Marti y Cantó, 1875. Disponible a:Catàleg de les biblioteques de la UB
- Duran i Bas, Manuel. Discursos leído por el Sr. D. Manuel Duran i Bas el día 30 de noviembre de 1876, en la sesión inaugural celebrada por el Ateneo Barcelonés. Barcelona : Tip. de Narciso Ramírez y Comp., 1876. Disponible a: Catàleg de les biblioteques de la UB
- Duran i Bas, Manuel. Discurso inaugural que en la solemne apertura del curso académico de 1877 a 1878 leyó ante el claustro de la Universidad de Barcelona el catedrático de la Facultad de Derecho don Manuel Durán y Bas. Barcelona : Impr. de Gorchs, Villegas y Compañía, 1877. Disponible a: Catàleg de les biblioteques de la UB
- Duran i Bas, Manuel. Discurso que en la sesión pública celebrada ... en obsequio á su excelso patrono por la Academia de Santo Tomás de Aquino ... . Barcelona : Imprenta de la viuda é hijos de J. Subirana, 1882. Disponible a: Catàleg de les biblioteques de la UB
- Duran i Bas, Manuel. Memoria acerca de las instituciones del derecho civil de Cataluña : escrita con arreglo á lo dispuesto en el artículo 4º del Real decreto de 2 de febrero de 1880. Barcelona : Impr. de la Casa de la Caridad, 1883. Disponible a: Catàleg de les biblioteques de la UB
- Duran i Bas, Manuel.  Reynals y Rabassa : estudio biográfico y literario leido en la sesion pública que celebró el dia 20 de mayo de 1883 la Real Academia de Buenas Letras de esta ciudad . Barcelona : Imprenta Barcelonesa, 1883. Disponible a: Catàleg de les biblioteques de la UB
- Duran i Bas, Manuel. Discurs llegit en la solempne festa dels Jochs Florals de Barcelona de l'any 1884 . Barcelona : Imprenta La Renaixensa, 1884. Disponible a: Catàleg de les biblioteques de la UB
- Duran i Bas, Manuel. Escritos del Exmo Señor D. Manuel Durán y Bas / con una introducción de Luciano Ribera. Barcelona : Libr. del editor J. Oliveres, 1888. Disponible a: Catàleg de les biblioteques de la UB
- Duran i Bas, Manuel. La Codificación y sus problemas : conferencias dadas en la Universidad de Barcelona en el curso de 1888-1889. Barcelona : Impr. de Fidel Giró, 1889. Disponible a: Catàleg de les biblioteques de la UB
- Duran i Bas, Manuel.  San Raimundo de Peñafort . Barcelona : Impr. de los suc. de N. Ramírez, 1889. Disponible a: Catàleg de les biblioteques de la UB
- Duran i Bas, Manuel. Colecció dels discursos pronunciats per los senadors Joseph Maluquer de Tirrell y Manuel Duran y Bas ... [et al.] en defensa de la llegislació civil catalana en lo Senat y en lo Congrés ab motiu de la presentació á las Corts del Códich Civil de 1889. Barcelona : Imprenta Barcelonesa, 1891. Disponible a: Catàleg de les biblioteques de la UB
- Duran i Bas, Manuel. Ensayo biográfico del doctor D. Felipe Vergés y Permanyer y del excelentísimo señor D. Melchor Ferrer y Bruguera ... / leído en sesión pública ... por su socio de mérito el Sr. Manuel Durán y Bas. Barcelona : Imprenta Barcelonesa, 1891. Disponible a: Catàleg de les biblioteques de la UB
- Duran i Bas, Manuel. Necrología del Excmo. Sr. D. Víctor Arnau y Lambea leida en la sesión pública celebrada en la Universidad literaria de esta capital el día 22 de octubre del corriente año . Barcelona : Impr. de Jaime Jepús y Roviralta, 1893. Disponible a : Catàleg de les biblioteques de la UB
- Duran i Bas, Manuel. Discurso leído por ... Manuel Duran y Bas presidente de la Academia de Jurisprudencia y Legislación de Barcelona en la sesión pública inaugural de sus sesiones el día 10 de enero de 1894. Barcelona : Imprenta Barcelonesa, 1894. Disponible a: Catàleg de les biblioteques de la UB
- Duran i Bas, Manuel. Escritos del Excmo Señor D. Manuel Durán y Bas / con un prólogo de Federico Rahola. Barcelona : Imprenta Barcelonesa, 1895. Disponible a: Catàleg de les biblioteques de la UB
- Duran i Bas, Manuel. Discursos pronunciados respectivamente en los congresos católicos de Sevilla y de Tarragona el 19 de Octubre de 1892 y el 19 de Octubre de 1894 . Barcelona : Impr. Barcelonesa, 1895. Disponible a: Catàleg de les biblioteques de la UB
- Duran i Bas, Manuel. Necesidad de la acción católica para resolver satisfactoriamente la cuestión social y formas prácticas para hacer sentir su benéfica Influencia; Necesaria influencia de la filosofía cristiana en los códigos penales y en las instituciones penitenciarias de nuestros días : discursos pronunciados respectivamente en los Congresos Católicos de Sevilla y Tarragona, en 19 de Octubre de 1892, y en 19 de Octubre de 1894 . Barcelona : Imprenta Barcelonesa, 1895. Disponible a: Catàleg de les biblioteques de la UB
- Duran i Bas, Manuel. Discurso leído por el Excmo. Sr. D. Manuel Duran y Bas ministro de gracia y justicia en la solemne apertura de los tribunales celebrada en 15 de septiembre de 1899. Madrid : Imprenta y Fundición de los Hijos de J. A. García, 1899. Disponible a: Catàleg de les biblioteques de la UB
- Duran i Bas, Manuel. Martí de Eyxalá y sus lecciones sobre los sentimientos morales . Barcelona : Imp de la Casa Provincial de Caridad, 1905. Disponible a: Catàleg de les biblioteques de la UB
- Duran i Bas, Manuel. Apéndice de derecho catalán al código civil : proyecto formulado antes de la promulgación del código por el eminente jurisconsulto Don Manuel Durán y Bas / revisado y completado, después de informacióm pública, por la actual Comisión, constituída de acuerdo con el R.D. del 24 de abril de 1899. [S.l. : s.n.], 1930 (Barcelona)) : Imprenta la Neotipia. Disponible a: Catàleg de les biblioteques de la UB
- Duran i Bas, Manuel. Epistolari polític de Manuel Durán i Bas : correspondència entre 1866 i 1904 / selecció, notes i estudi introductori de Borja de Riquer i Permanyer. Barcelona : Col·legi d'Advocats de Barcelona : Abadia de Montserrat, 1990. Disponible a: Catàleg de les biblioteques de la UB
- Duran i Bas, Manuel. Concepto fundamental del derecho, en su desenvolvimiento científico en el siglo XIX, 1877 / Manuel Duran i Bas; presentació Antoni Mirambell i Abancó. Barcelona : Publicacions de la Universitat de Barcelona, DL 2001. Disponible a: Catàleg de les biblioteques de la UB

## Fons personal
El seu fons personal es conserva a l'Arxiu Nacional de Catalunya. El fons conté la documentació generada i rebuda per Manuel Duran i Bas i per Lluís Duran i Ventosa; principalment, documentació produïda en funció de les seves activitats professionals jurídica i periodística (apunts de càtedra i altres textos, articles de premsa); documentació produïda en funció de les seves activitats política i social relacionades amb el Ministerio de Gracia y Justicia, el Círculo Conservador-Liberal de Barcelona, l'Ateneu Barcelonès, etc. (nomenaments, informes, conferències, distincions); i documentació personal i familiar. Del conjunt del fons destaca, especialment, la correspondència (que inclou cartes originals rebudes de diverses personalitats del moment) i un apartat que reuneix documentació de Francesc Cambó (declaracions polítiques, Fundació Cambó, etc.).